# 패럿 가상 머신
패럿(Parrot)은 동적 언어를 효율적으로 실행할 수 있도록 설계된 레지스터 기반 프로세스 가상 머신이다. 패럿 어셈블리어와 PIR (중간 언어)를 패럿 바이트코드로 컴파일하여 실행할 수 있다. 패럿은 자유 및 오픈 소스 소프트웨어이다.
패럿은 펄 프로그래밍 커뮤니티에서 비롯하였으며 오픈 소스 및 자유 소프트웨어 운동으로부터 도움을 받아 개발되어 있다. 그 결과 펄의 라이선스(아티스틱 라이선스 2.0)와 호환된다는데 중점을 두고 있다.
개발을 위한 안정적인 API를 갖춘 버전 1.0은 2009년 3월 17일에 공개되었다.

## 예

### 레지스터
패럿은 스택 기반인 대부분의 가상 머신과 달리 대부분의 하드웨어 CPU와 같이 레지스터 기반이다. 패럿은 다음의 네 종류의 레지스터를 제공한다.
- I (정수)
- N (부동소수점)
- S (문자열)
- P (PMC: Polymorphic Container) - 패럿 오브젝트 타입

### 산술 연산자
PASM
```
   set I1, 4
   inc I1        # I1 is now 5
   add I1, 2     # I1 is now 7
   set N1, 42.0
   dec N1        # N1 is now 41.0
   sub N1, 2.0   # N1 is now 39.0
   print I1
   print ', '
   print N1
   print "\n"
   end
```

PIR
```
 .
sub
 
'main'
 :
main

    
$I1
 = 
4

    
inc
 
$I1
     
# $I1 is now 5

    
$I1
 += 
2
    
# $I1 is now 7

    
$N1
 = 
42.0

    
dec
 
$N1
     
# $N1 is now 41.0

    
$N1
 -= 
2.0
  
# $N1 now 39.0

    
print
 
$I1

    
print
 
', '

    
print
 
$N1

    
print
 
"\n"

 .
end

```

## 같이 보기
- 공통 언어 런타임